# Porta (rapper)
Porta, pseudonimo di Christian Jiménez Bundo (Barcellona, 2 luglio 1988), è un rapper spagnolo.

## Biografia
Si è avvicinato al mondo del rap e inizia a cantare già all'età di undici anni, e per far conoscere le sue canzoni ha utilizzato, nell'adolescenza, le piattaforme YouTube e MySpace, che gli hanno concesso così la visibilità in particolar modo con il video animato della sua canzone "Dragon Ball Rap, con più di 50 milioni di visualizzazioni su Youtube.
In seguito ha avuto la possibilità di pubblicare nel 2008 con la Universal Music l'album En boca de tantos, disco d'oro e settima posizione nella classifica degli album in Spagna, seguito da Trastorno bipolar (uscito anche in Messico, 2009). In seguito sono usciti i dischi Reset (2012), Algo ha cambiado (2014) e Equilibrio.

## Discografia

### Album in studio
- 2008 – En boca de tantos
- 2009 – Tastorno bipolar
- 2012 – Reset
- 2014 – Algo ha cambiado
- 2024 – Letargo

### Raccolte
- 2016 – Equilibrio

### Mixtape
- 2006 – No es cuestión de edades
- 2007 – No hay truco